# Günther Kriz
Günther Kriz (* 12. Oktober 1940 in Wien) ist ein ehemaliger österreichischer Radrennfahrer und nationaler Meister im Radsport.

## Sportliche Laufbahn
Kriz startete bei den Olympischen Sommerspielen 1960 in Rom. Dort war er in zwei Wettbewerben am Start. Er bestritt mit dem Bahnvierer die Mannschaftsverfolgung. Der Vierer aus Österreich mit Günther Kriz, Peter Deimböck, Kurt Garschal und Kurt Schein schied in der Qualifikation aus. Im Zeitfahren belegte er den 20. Platz.
1960 gewann Kriz eine Etappe der Österreich-Rundfahrt.
Im Bahnradsport gewann er mehrere nationale Titel. Von 1957 bis 1960 wurde er Meister in der Mannschaftsverfolgung. Den Titel in der Einerverfolgung gewann Kriz 1959 und 1961. Im 1000-Meter-Zeitfahren wurde er 1960 Meister.

## Familiäres
Sein Bruder Erwin Kriz war ebenfalls Radrennfahrer.